# 川上行蔵
川上 行蔵（かわかみ こうぞう、1898年9月7日 - 1994年10月26日）は、栄養学者、食物史学者。
新潟県出身。盛岡高等農林学校農芸化学科(現岩手大学農学部)卒。1937年「肝油特ニ其ノ不鹸化物ノ成分ニ就テ」で東京帝国大学農学博士。鈴木梅太郎に師事し、東京帝国大学農学部、理化学研究所、満州国立大陸科学院に勤務。敗戦後引揚げ、農林省開拓研究所、農業技術研究所に勤める。1962年定年退職、共立女子短期大学教授。1974年退任、料理書原典研究会を設立、主宰。1984年勲三等瑞宝章受勲。江戸時代の料理書を研究した。

## 著書
- 『粉末とろろ』建帛社 L.C.ブックス 1965
- 『イモめし時代の雑記帳』健友館 1982
- 『湯吹きと風呂吹き 日本料理事物起源』柴田書店 1989
- 『つれづれ日本食物史』全3巻 東京美術 1992-95
- 『完本日本料理事物起源』小出昌洋編 岩波書店 2006

### 共著編・監修
- 『家庭の保存食』共著 保存食研究会編 建帛社 1962
- 『栄養学汎論』編 建帛社 1963
- 『料理文献解題』編著 柴田書店 シリーズ食文化の発見 1978
- 『日本料理由来事典』西村元三朗共監修 同朋舎出版 1990

## 論文
- Cinii

## 注
1. ↑  20世紀日本人名事典